# Copa Libertadores 1974
Copa Libertadores 1974 var 1974 års säsong av Copa Libertadores som vanns av Independiente från Argentina efter en finalseger mot São Paulo från Brasilien. 2 lag från varje land i CONMEBOL deltog, vilket innebar 20 lag. Dessutom var ett lag kvalificerat som regerande mästare. De första 20 lagen delades upp i fem grupper om fyra lag där varje gruppvinnare gick vidare till en andra gruppspelsfas. Där delades de fem gruppvinnarna och det regerande mästarlaget upp i två grupper om tre lag. De två gruppvinnarna fick mötas i final.
Varje grupp representerades av två länder, med två lag från vardera lag.
- Grupp 1: Argentina och Chile
- Grupp 2: Brasilien och Bolivia
- Grupp 3: Colombia och Venezuela
- Grupp 4: Peru och Ecuador
- Grupp 5: Uruguay och Paraguay

## Gruppspel omgång 1

### Grupp 1
| Lag             | S | V | O | F | GM | IM | MSK | Poäng |
| --------------- | - | - | - | - | -- | -- | --- | ----- |
| Huracán         | 6 | 5 | 0 | 1 | 13 | 4  | 9   | 10    |
| Rosario Central | 6 | 5 | 0 | 1 | 11 | 2  | 9   | 10    |
| Unión Española  | 6 | 2 | 0 | 4 | 6  | 14 | -8  | 4     |
| Colo-Colo       | 6 | 0 | 0 | 6 | 3  | 13 | -10 | 1     |

#### Omspel
| Lag             | S | V | O | F | GM | IM | MSK | Poäng |
| --------------- | - | - | - | - | -- | -- | --- | ----- |
| Huracán         | 1 | 1 | 0 | 0 | 4  | 0  | 4   | 2     |
| Rosario Central | 1 | 0 | 0 | 1 | 0  | 4  | -4  | 0     |

### Grupp 2
| Lag                 | S | V | O | F | GM | IM | MSK | Poäng |
| ------------------- | - | - | - | - | -- | -- | --- | ----- |
| São Paulo           | 6 | 4 | 2 | 0 | 14 | 5  | 9   | 10    |
| Palmeiras           | 6 | 3 | 0 | 3 | 7  | 5  | 2   | 6     |
| Deportivo Municipal | 6 | 1 | 2 | 3 | 9  | 11 | -2  | 4     |
| Jorge Wilstermann   | 6 | 2 | 0 | 4 | 4  | 13 | -9  | 4     |

### Grupp 3
| Lag               | S | V | O | F | GM | IM | MSK | Poäng |
| ----------------- | - | - | - | - | -- | -- | --- | ----- |
| Millonarios       | 6 | 4 | 1 | 1 | 10 | 6  | 4   | 9     |
| Atlético Nacional | 6 | 3 | 1 | 2 | 8  | 7  | 1   | 7     |
| Portuguesa        | 6 | 2 | 2 | 2 | 4  | 5  | -1  | 6     |
| Valencia          | 6 | 0 | 2 | 4 | 4  | 8  | -4  | 2     |

### Grupp 4
| Lag                  | S | V | O | F | GM | IM | MSK | Poäng |
| -------------------- | - | - | - | - | -- | -- | --- | ----- |
| Defensor Lima        | 6 | 4 | 1 | 1 | 7  | 2  | 5   | 9     |
| El Nacional          | 6 | 3 | 2 | 1 | 9  | 3  | 6   | 8     |
| Universidad Católica | 6 | 1 | 2 | 3 | 2  | 5  | -3  | 4     |
| Sporting Cristal     | 6 | 1 | 1 | 4 | 3  | 11 | -8  | 3     |

### Grupp 5
| Lag           | S | V | O | F | GM | IM | MSK | Poäng |
| ------------- | - | - | - | - | -- | -- | --- | ----- |
| Peñarol       | 6 | 3 | 2 | 1 | 5  | 3  | 2   | 8     |
| Cerro Porteño | 6 | 2 | 3 | 1 | 7  | 6  | 1   | 7     |
| Olimpia       | 6 | 1 | 3 | 2 | 4  | 5  | -1  | 5     |
| Nacional      | 6 | 1 | 2 | 3 | 6  | 8  | -2  | 4     |

## Gruppspel omgång 2

### Grupp 1
| Lag           | S | V | O | F | GM | IM | MSK | Poäng |
| ------------- | - | - | - | - | -- | -- | --- | ----- |
| Independiente | 4 | 2 | 2 | 0 | 8  | 4  | 4   | 6     |
| Peñarol       | 4 | 1 | 2 | 1 | 7  | 5  | 2   | 4     |
| Huracán       | 4 | 0 | 2 | 2 | 2  | 8  | -6  | 2     |

### Grupp 2
| Lag           | S | V | O | F | GM | IM | MSK | Poäng |
| ------------- | - | - | - | - | -- | -- | --- | ----- |
| São Paulo     | 4 | 3 | 1 | 0 | 10 | 1  | 9   | 7     |
| Millonarios   | 4 | 2 | 1 | 1 | 6  | 6  | 0   | 5     |
| Defensor Lima | 4 | 0 | 0 | 4 | 1  | 10 | -9  | 4     |

## Final
|  |  | São Pualo | 2 – 1 | Independiente |  |  |
|  |  |           |       |               |  |  |
|  |  |           |       |               |  |  |
|  |  |           |       |               |  |  |

|  |  | Independiente | 2 – 0 | São Paulo |  |  |
|  |  |               |       |           |  |  |
|  |  |               |       |           |  |  |
|  |  |               |       |           |  |  |

|  |  | Independiente | 1 – 0 | São Paulo |  |  |
|  |  |               |       |           |  |  |
|  |  |               |       |           |  |  |
|  |  |               |       |           |  |  |

Independiente vinnare av Copa Libertadores 1974.